# Canvi social

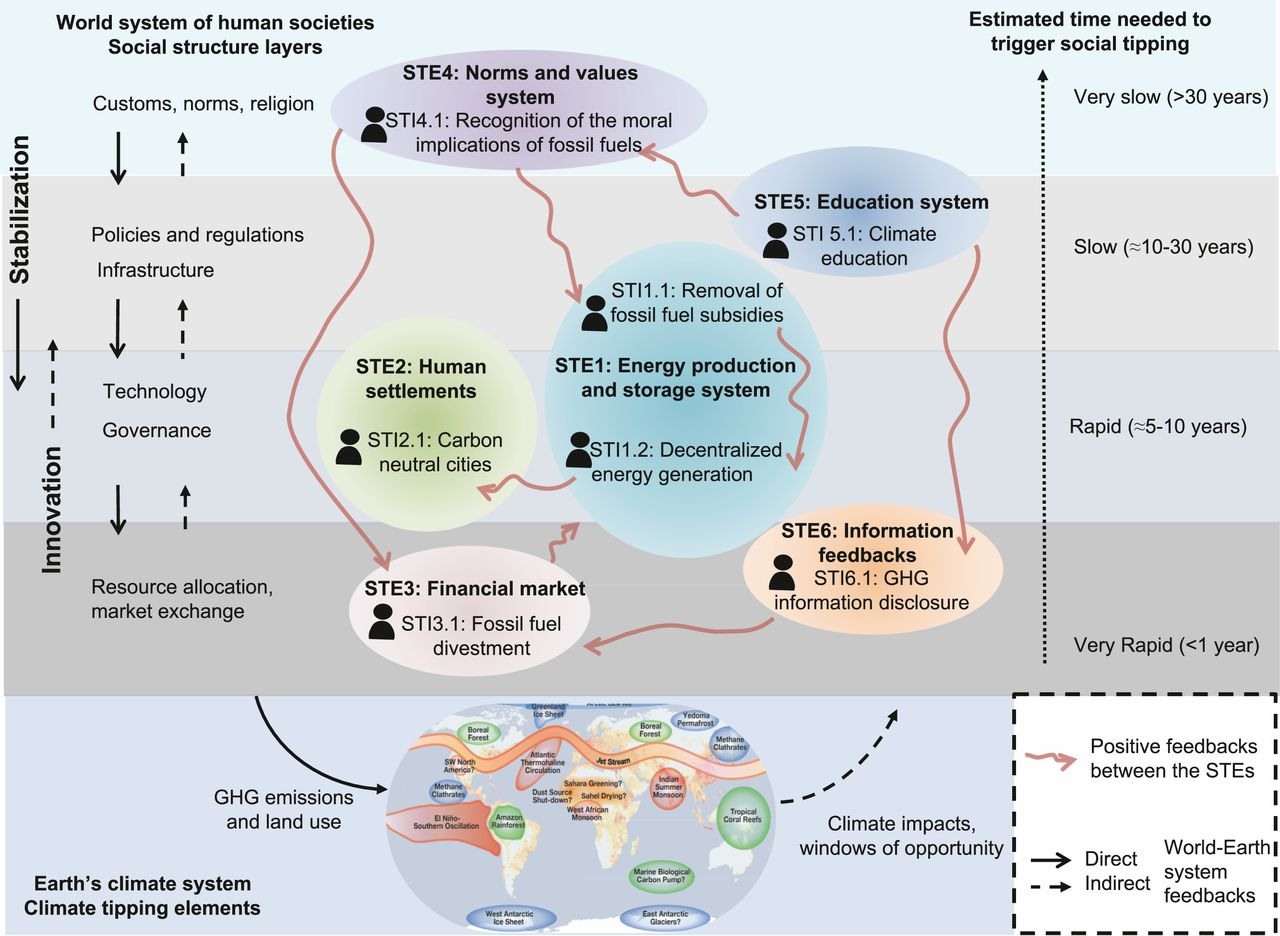
Esquema de canvis socials dinàmics per estabilitzar el clima de la Terra per a 2050.

El canvi social és el conjunt de transformacions d'una societat (de l'estructura social, la cultura o l'organització social) a través del temps.
Per alguns autors, canvi social és també sinònim de canvi històric, ja que representa tot procés o desenvolupament que fa canviar històricament una estructura al món per mitjà de la praxi o activitat humana.
En la resta d'animals, els canvis de comportament social més significatius acostumen a ser fruit de modificacions a l'ADN. En els Homo sapiens, però, s'han produït reformes dràstiques a les estructures socials en períodes relativament curts sense canvis biològics. L'explicació d'aquesta singularitat és que les persones formen jerarquies basades en les seves creences. Quan sorgeix una nova que convenç, el sistema social es transforma. Un exemple seria la Revolució Francesa, que va escampar les idees de llibertat i igualtat gràcies a les quals molts països es van aixecar per a unificar-se, independitzar-se o democratitzar-se, canviant el seu funcionament sense cap alteració al genoma.
Actualment, nombrosos col·lectius aspiren a un canvi social, incloent-hi la docència, la comunicació de masses, l'enginyeria, el disseny i molts altres. S'entén sempre que el canvi és a millor i que és fet per les mateixes persones que conformen la societat. És a dir, avui es tracta de processos voluntaris, participatius i democràtics. No falten autors que posen més èmfasi al fet que sigui promogut i dirigit per les persones implicades, afectades o simplement formant part del grup social que volen transformar, més que al canvi en ell mateix.
Per exemple, es pot parlar de la comunicació pel canvi social com d'un diàleg en què elles decideixen qui són, què volen i què han de fer i com per a millorar la seva vida. En altres paraules, un canvi social és un canvi en la vida d'un grup social segons els paràmetres decidits pel mateix grup, sense oblidar, sinó, al contrari, millorar especialment la situació de les persones més marginades. També és avui cada vegada més habitual que el canvi social inclogui les relacions entre persones i les d'aquestes amb l'entorn, cercant un canvi sostenible amb la societat i el medi ambient.

## Conceptes sociològics del canvi social

#### La societat com a sistema
La societat es pot definir com un sistema complex d'estructures interrelacionades en diferents nivells. Així, a nivell macro es trobaria la societat global, entesa com tota la humanitat. Al nivell mitjà, es troben els estats nació i les aliances regionals (militars o polítiques) i, a nivell micro, els sistemes socials més petits: les comunitats locals, les associacions, les empreses, les famílies o els grups d’amistats.
En aquest sentit, el canvi social s'entén com qualsevol transformació dins d’un sistema social. És a dir, la diferència entre els diversos “estats” del sistema al llarg del temps. La interacció entre les diferents parts del sistema social determinen les seves característiques (cooperació o conflicte, prosperitat o crisis, etc.). A partir de la idea de “sistema”, poden definir-se els següents tipus canvis:
- Canvis de composició (per exemple: fenòmens migratoris, despoblació de territoris o reclutament d’individus en un grup)
- Canvis d’estructura (per exemple: aparició de desigualtats, establiment d'estructures cooperatives o competitives, o la consolidació de determinats poders)
- Canvis de funcions (per exemple: especialització, diferenciació del treball, canvis en el rol educatiu de les famílies o les esglésies)
- Canvis de límits (per exemple: annexió o independència de territoris, fusions d’empreses, relaxació dels criteris d’admissió en un grup)
- Canvis de relacions (per exemple: l’ascendència d’un determinat règim polític o les modificacions en les relacions econòmiques)
- Canvis de l’entorn (per exemple: deteriorament ecològic, pandèmies, desastres naturals)

###### Canvi i procés social
La sociologia moderna s'ha anat allunyant dels models sistèmics, donant més preponderància a la idea de "procés" que a la de "canvi d'estat". El concepte de procés social entén la societat com un corrent continu de successos, de canvis interrelacionats, que es donen en diferents indrets a través del temps (modificacions, transformacions, alteracions, evolucions). Així, s'accepta que una societat existeix en la mesura que s'esdevinguin coses; és a dir, que es produeixin canvis.
Els processos formen part del canvi social, i poden ser progressius o regressius, en funció del punt final del procés.
- Procés progressiu: si el final del procés és avaluat favorablement. Per exemple, l'eliminació d'un virus després d'una pandèmia o l'increment de l'esperança de vida en una societat.
- Procés regressiu: si el final del procés s'aparta del previst o desitjat. Per exemple, la contaminació, la destrucció ecològica o l'emergència d'un conflicte bèl·lic.

## Teories sociològiques del canvi social

#### Evolucionisme clàssic
La sociologia va néixer de la necessitat d'explicar les grans transformacions socials europees dels segles XVIII i XIX. La primera metàfora explicativa d'aquests esdeveniments va venir de la biologia, considerant les societats com una mena d'organismes en continua evolució. Els diferents autors d'aquest corrent van intentar trobar una causa o una "lògica" que expliqués el canvi social a escala global. Per Auguste Comte (1798-1857) la força del canvi social és el coneixement. L'evolució de la societat s'explica, doncs, a través de les formes d'adquisició de coneixement. Per a Comte, la raça humana travessa tres estadis evolutius: el teològic (coneixement a través de la religió), el metafísic (coneixement a través de la raó) i el positiu (coneixement científic). Per la seva banda, Herbert Spencer (1820-1903) concep l'evolució com el principi subjacent a la realitat social. L'evolució "és el canvi d'una homogeneïtat incoherent a una heterogeneïtat coherent". Segons aquest autor, la societat evoluciona des de la simplicitat a la complexitat per tres motius: a) les poblacions humanes homogènies són inestables perquè els individus són desiguals (en capacitats, en experiències, en oportunitats, etc.); b) existeix una tendència a amplificar les desigualtats (de riquesa, de treball, de poder) de manera gradual i acumulativa; i c) la gent d'una determinada posició tendeix a agrupar-se (rols, funcions, poder) i la societat comença a dividir-se en classes i grups socials. Per la seva banda, Lewis H. Morgan (1818-1881) proposa la tecnologia com a motor del canvi social. El canvi social s'esdevé gràcies a la innovació i els descobriments, que transformen les societats humanes. Així, l'evolució del salvatgisme primitiu a la civilització s'explica per importants disrupcions tecnològiques. Finalment, Émile Durkheim (1858-1917) situa la causa del canvi social en la divisió del treball, que és producte del creixement de la població al llarg del temps. Aquest increment de la població suposa també un increment de la "densitat social", que implica canvis en les relacions socials (canvis en les formes dels lligams personals, de la ideologia de l'individu, de l'estructura econòmica i de les formes de control social).

#### Neoevolucionisme
Aquest corrent sociològic se centra en els resultats empírics d'algunes disciplines (arqueologia, paleontologia, etnologia o antropologia) per entendre el fenomen del canvi social. El neoevolucionisme, a diferència de l'evolucionisme clàssic, no posa el focus en la humanitat (societat global), sinó en entitats socials més limitades (cultures, civilitzacions, estats nació, tribus, etc.)
Des de l'antropologia cultural, Leslie White descriu la cultura com un mecanisme adaptatiu que es basa en l'ús de la tecnologia per produir canvis. Per la seva banda, Julian Steward defineix l'evolució social com "multilineal". És a dir: a) el canvi social és diferent en cultures diferents, i b) cada cultura evoluciona de manera diferent en cada camp social (economia, política, dret...). D'altra banda, Gerhard Lenski i Jean Lenski assenyalen que l'emancipació dels humans del món animal és deguda a la seva capacitat d'aprendre i compartir informació, que són la base de l'avenç tecnològic i els atorga la capacitat de manipular el món material.
Des del corrent funcionalista, el sociòleg estatunidenc Talcott Parsons assenyala que qualsevol sistema social conté dos tipus de processos: processos integradors i processos de canvi estructural. Els primers restableixen l'equilibri social i salvaguarden la continuïtat de la societat. Els segons, alteren l'ordre social perquè afecten el centre del sistema de normes i valors de la societat. Els canvis estructurals segueixen un model evolutiu en què cada fase del procés suposa més complexitat i especialització del sistema, cosa que obliga el sistema social a trobar noves formes d'organització i coordinació.

#### El materialisme històric
Les bases del materialisme històric es troben als treballs de Karl Marx i Friedrich Engels. La gran diferència amb les tesis de l'evolucionisme clàssic, és el desenvolupament del concepte de dialèctica de Hegel. Per Marx i Engels, la història és un procés que té un propòsit, però aquest procés no és lineal, sinó que opera a través de ruptures, avenços i retrocessos. El motor d'aquest canvi és la negativitat (les contradiccions, les tensions, la lluita) que és la base de la dialèctica. El materialisme històric té tres nivells d'implicació en la idea de canvi social. Primer, a escala històrica mundial, es troba el trànsit des de la propietat privada i el govern polític a la igualtat econòmica i la política comunista. En l'estructura social es troba el canvi de la societat dividida en classes fins a la futura societat sense classes. Finalment, pel que fa a l'individu, el canvi es presenta com la transició de l'alienació i reïficació fins a l'emancipació de la persona i l'assoliment de la llibertat.

#### Teories de lamodernització
La modernització és el procés de millora d'una societat. En l'àmbit de la sociologia, les teories de la modernització van néixer després de la Segona Guerra Mundial i van tenir el seu apogeu en les dècades de 1950 i 1960. Cercaven una explicació al canvi social que es produeix en la transició de les societats subdesenvolupades a les desenvolupades (p.e. processos d'industrialització, urbanització o democratització). Neil Smelser descriu la modernització com una transició (canvi social) en diferents àmbits:
1. Economia: Transició des de l'agricultura de subsistència a l'agricultura comercial, la substitució de la força humana per la mecànica, l'increment de l'urbanització dels territoris i la concentració de la força de treball.
2. Política: Transició d'una autoritat tribal a sistemes representatius i democràtics.
3. Educació: Eliminació de l'analfabetisme i major èmfasi en el coneixement i la capacitació de les persones.
4. Religió: Reducció de la religiositat en les societats i increment de la secularització.
5. Vida familiar: Reducció de paper dels lligams de parentiu.
6. Estratificació social: Predomini del mèrit individual i la mobilitat.

Respecte a quin és el "motor" que provoca aquest canvi o transició, les teories de la modernització apunten tres hipòtesis. La primera situa el mecanisme del canvi en la divisió del treball, entès com un procés natural i inevitable. La segona apunta a la competència entre diferents societats (cultures, economies, formes d'organització, etc.) en la seva lluita per sobreviure i prosperar. Finalment, la darrera hipòtesi, assenyala com a mecanisme la convergència entre societats. La teoria de la convergència afirma que la tecnologia dominant determina les formes d'organització social, la vida política, la conducta quotidiana i les creences. Així, la modernització és un procés homogeneïtzador que provoca una tendència cap a la convergència entre societats. En aquest sentit, el sociòleg britànic John Goldthorpe apuntava "A mesura que l'industrialisme avança...[les societats] tendiran a aproximar-se a una forma industrial pura".
Les teories de la modernització van ser molt criticades a partir dels anys 1970, atès que l'evidència històrica de molts països no mostrava el resultat de cap procés de modernització ni de convergència. Ans al contrari, la pobresa persistent i el manteniment de règims dictatorials en molts països eren la prova del fracàs dels esforços modernitzadors i el suposat poder "homogeneïtzador" de la industrialització.

#### Crítica moderna del canvi social
Tant l'evolucionisme clàssic com el materialisme històric marxista són una forma de desenvolupisme. És a dir, veuen el canvi social i històric dotat amb una lògica interna, un propòsit, una "direcció". A partir dels anys 1960, però, es van presentar tesis radicalment contràries a aquesta idea. Una crítica important va venir d'en Karl Popper, el qual va denominar "historicisme" a la teoria en què les societats segueixen un camí predeterminat i inexorable. Els punts centrals d'en Popper són: a) la història no pot predir-se, sinó condicionalment. Per tant, no existeix una "història de la humanitat", sinó històries concretes de diferents segments de les societats humanes; b) el canvi social és contingent. Cada canvi, cada fet històric, és el producte de moltes forces en conflicte; c) el coneixement és la dimensió humana més important i el seu nivell influeix en tots els processos històrics.
En una línia similar, Robert Nisbet critica la idea d'evolucionisme social que tracta la societat com un "organisme biològic" en "creixement". El seu punt de partida és que la biologia permet prediccions, però la sociologia s'apropa al canvi social i històric des d'un punt de vista merament descriptiu. Així, refuta la idea del "creixement" en diferents nivells. Primer, el canvi és quelcom natural, però també ho és la persistència i l'estabilitat. De fet, en les societats humanes s'observa sovint una inèrcia conservadora (hàbits, costums, tradicions). En segon lloc, en les societats el motor del canvi pot ser exterior (exogen) i, per tant, no prové de successos interns de la propia societat. I tercer, sovint el canvi no és progressiu, sinó que té crisis, discontinuïtats i retrocessos. Per aquest motiu, no hi ha "irreversibilitat" en el canvi social ni se li pot atribuir cap propòsit ni "direcció".

## El motor del canvi social

#### La força de les persones i els col·lectius
Les anomenades "teories de l'agència" intenten explicar qui o què és l'agent (el motor, la causa) del canvi social. Amitai Etzioni proposa la "teoria de l'autodirecció" i el concepte de "societat activa". Per aquest autor, el motor del canvi social són els impulsos dels col·lectius. Així, la societat s'ha d'entendre com una espècie de gran moviment social immers en contínua transformació. El francès Alain Touraine va proposar  la idea de la "societat autoproduïda". La seva tesi és que el canvi social roman en "l'actor" ("els homes fan la seva pròpia història") i que la construcció social la porta a terme l'acció col·lectiva, en què els principals agents són els moviments socials. Amb un punt de vista semblant, Anthony Giddens assenyala la naturalesa contingent de la realitat social i la importància de les interaccions dels individus (enteses com una estructuració col·lectiva). És a dir, l'agent del canvi social són els éssers humans individuals que, amb la seva conducta quotidiana (no necessàriament intencionada), modelen contínuament les societats humanes.
Molts autors han definit els moviments socials com el principal actor del canvi social. S'ha de distingir, però, el concepte de moviment social del de "tendència", "corrent social" o "moda social". Un moviment social és una col·lectivitat d'individus que promou una acció compartida amb l'objectiu d'aconseguir un determinat canvi. Aquesta col·lectivitat és, sovint, difusa; és a dir, amb un nivell baix d'organització, en què les accions col·lectives són majoritàriament espontànies i no institucionalitzades.

#### La força de les idees
Un grup important de sociòlegs van posar el focus en les idees, valors i actituds com a motor del canvi social. En especial, aquelles idees vinculades a l'expansió del capitalisme com a sistema econòmic i social. L'aportació més significativa va ser la d'en Max Weber. Per aquest sociòleg alemany,  el motor del sistema social modern era el capitalisme, un sistema caracteritzat per l'existència de la propietat privada i producció de béns orientada al benefici. Amb tot, Weber es va preguntar com i per què es va fundar el capitalisme. La seva resposta va ser que existia una mentalitat (ethos) —producte de diferents idees i valors—, que va afavorir-ne el sorgiment; en concret, "l'ethos protestant". Segons la seva anàlisi empírica, el capitalisme primerenc neix dels homes de negocis i els treballadors especialitzats, un perfil predominant en la cultura protestant. Els països on aquesta branca del cristianisme era hegemònica tenien un alt nivell de desenvolupament cultural i tècnic i, endemés, eren països habitualment rics. D'altra banda, el protestantisme estava conformat per diferents corrents ascètics en què s'entenien els afers terrenals com a forma d'alta activitat moral. Així, l'èxit econòmic en la vida terrena era un signe d'elecció divina. Per Max Weber, aquest lligam entre l'ethos protestant i l'esperit capitalista és la base del seu èxit i l'expansió.
Altrament, les idees i les actituds també poden jugar en sentit contrari, és a dir, actuant com a barrera o bloqueig del canvi social. Un exemple d'aquest fet van ser els obstacles i "friccions" que van trobar molts països exsocialistes per poder transitar a sistemes democràtics durant els anys 1990, després de la caiguda del mur de Berlín. És la coneguda síndrome de l'"Homo sovieticus" o "ment captiva" (aquest últim concepte proposat per Czesław Miłosz). Aquesta "mentalitat" seria el producte de moltes dècades de govern totalitari o semitotalitari, en què les actituds i els comportaments dels individus i les institucions resten afectades pel règim polític. Un bon exemple d'aquest efecte en un país exsocialista va ser Polònia, on la dicotomia entre públic i privat va restar molt arrelada a la població. Per exemple, mentre la negligència i l'absentisme eren comportaments habituals en les empreses estatals, els empleats del sector privat o els autònoms mostraven alts nivells de disciplina, diligència i eficiència.

#### La força de les revolucions
Les revolucions són les manifestacions més espectaculars de canvi social. El concepte sociològic de revolució implica moviments de masses que utilitzen o amenacen amb l'ús de la violència contra el poder per tal de forçar un canvi social durador. Una revolució és, per tant, una forma d'acció col·lectiva. Existeix un consens sociològic respecte de les característiques del fenomen revolucionari:
- Produeixen canvis socials fonamentals i generals, que afecten el nucli de l'ordre social.
- Impliquen grans masses de gent mobilitzada actuant dins del moviment.
- Impliquen habitualment violència i coacció, però no sempre (per exemple el gandhisme a l'Índia).

Alguns autors van analitzar diferents revolucions històriques (per exemple, l'americana de 1776, la francesa de 1789 o la russa de 1917, entre d'altres) per tal d'establir una seqüència típica del procés revolucionari. La seqüència constaria de deu fases o nivells.
1. Preàmbul revolucionari: descontent social, greuges, inici dels desordres per motius diversos (p. ex. crisis econòmiques o nacionals)
2. Transferència de fidelitat als intel·lectuals: proliferació de pamflets polítics i filosòfics, articles periodístics o científics que perfilen l'aparició d'un "esperit revolucionari".
3. Intent del poder de foraviar les protestes i l'atenció social, promovent algun tipus de reformes parcials, si bé, són percebudes pels ciutadans com forçades i tardanes.
4. Paràlisi de l'Estat: incapacitat del poder per governar de forma eficient.
5. Col·lapse del poder després de la victòria dels revolucionaris.
6. Divisions internes entre els revolucionaris (apareixen faccions: radicals, moderats, extremistes...)
7. Predomini dels reformistes moderats, que intenten preservar algun tipus de continuïtat utilitzant institucions del règim anterior.
8. Radicals i extremistes revolucionaris mobilitzen les masses per reemplaçar els moderats.
9. Estadi de "terror": els radicals intenten eliminar tot traç de l'Antic Règim. Moment d'agitació social i perill d'alçaments militars.
10. Equilibri. L'èmfasi revolucionari es trasllada a progrés econòmic i social dins d'institucions estables.